# فتحية بخدة
فتحية بخدة (مواليد 9 يوليو 1990)؛هي لاعبة كرة قدم دولية جزائرية الأصل؛ تلعب في مركز المدافع في المنتخب النسوي الجزائري لكرة القدم . مثلت الجزائر في كأس الأمم الأفريقية للسيدات 2018 ، ولعبت في ثلاث مباريات.